# Ричлон (Кентуккі)
Ричлон (англ. Richlawn) — місто (англ. city) в США, в окрузі Джефферсон штату Кентуккі. Населення — 415 осіб (2020).

## Географія
Ричлон розташований за координатами 38°15′17″ пн. ш. 85°38′28″ зх. д. / 38.25472° пн. ш. 85.64111° зх. д. (38.254671, -85.641203).  За даними Бюро перепису населення США в 2010 році місто мало площу 0,26 км², уся площа — суходіл.

## Демографія
Згідно з переписом 2010 року, у місті мешкало 405 осіб у 188 домогосподарствах у складі 117 родин. Густота населення становила 1545 осіб/км².  Було 198 помешкань (755/км²).
Расовий склад населення:
| - 96,5 % — білих - 1,0 % — чорних або афроамериканців - 0,7 % — азіатів - 1,5 % — осіб інших рас |

До двох чи більше рас належало 0,2 %. Частка іспаномовних становила 1,0 % від усіх жителів.
За віковим діапазоном населення розподілялося таким чином: 19,8 % — особи молодші 18 років, 62,7 % — особи у віці 18—64 років, 17,5 % — особи у віці 65 років та старші. Медіана віку мешканця становила 41,5 року. На 100 осіб жіночої статі у місті припадало 84,9 чоловіків;  на 100 жінок у віці від 18 років та старших — 86,8 чоловіків також старших 18 років.
Середній дохід на одне домашнє господарство  становив 105 934 долари США (медіана — 94 583), а середній дохід на одну сім'ю — 123 298 доларів (медіана — 108 750). Медіана доходів становила 74 375 доларів для чоловіків та 70 625 доларів для жінок. За межею бідності перебувало 0,5 % осіб, у тому числі 0,0 % дітей у віці до 18 років та 0,0 % осіб у віці 65 років та старших.
Цивільне працевлаштоване населення становило 220 осіб. Основні галузі зайнятості: освіта, охорона здоров'я та соціальна допомога — 20,0 %, фінанси, страхування та нерухомість — 16,8 %, науковці, спеціалісти, менеджери — 12,3 %, будівництво — 10,9 %.